# Чередников, Сергей Арсеньевич
Сергей Арсеньевич Чередников — советский артист театра, народный артист РСФСР (07.05.1979).

## Биография

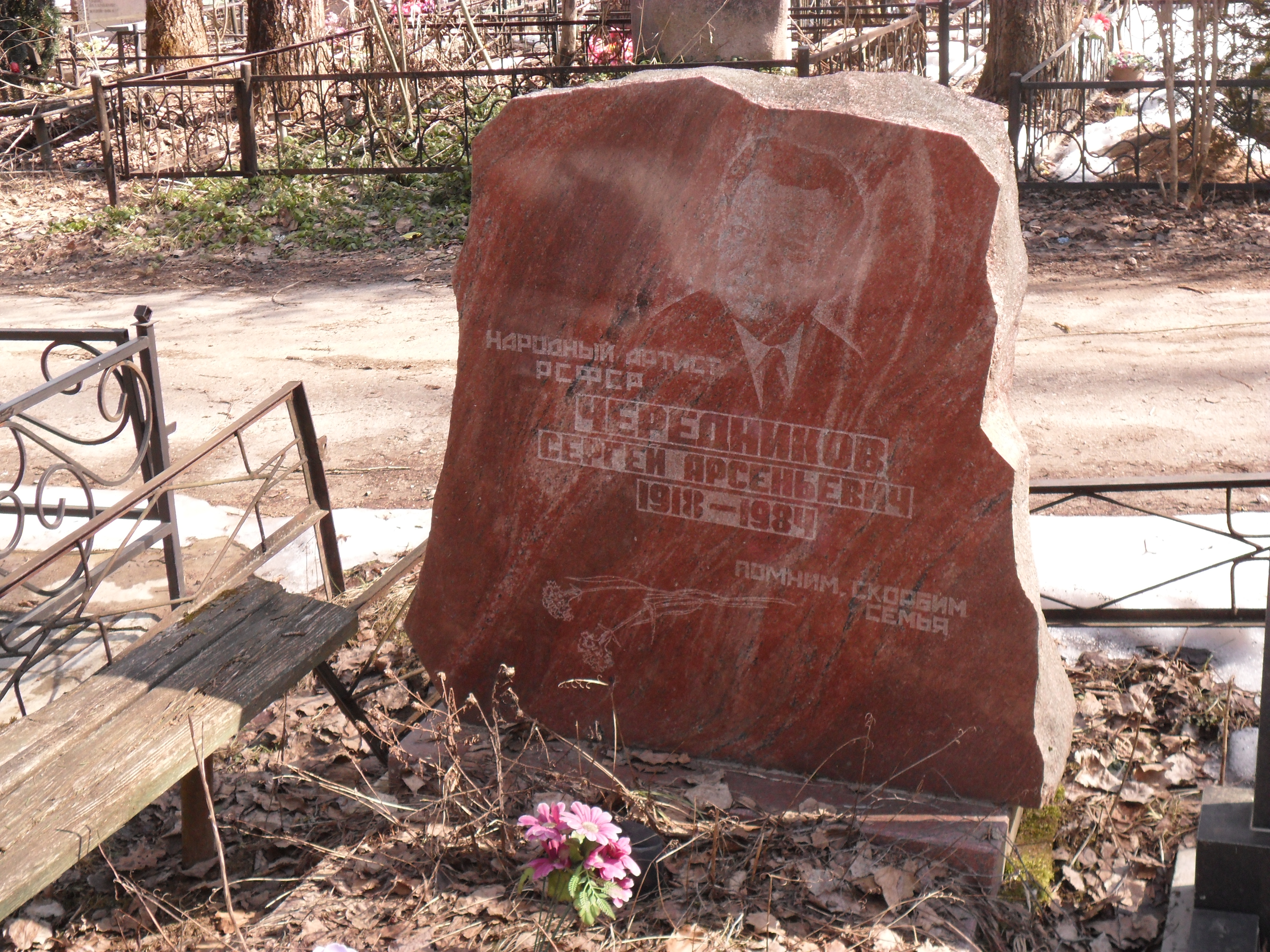
Могила Чередникова на Новом кладбище Смоленска.

Сергей Чередников родился 5 октября 1918 года в городе Тверь. Окончил среднюю школу в родном городе, после чего устроился на работу на текстильную фабрику «Пролетарка», принимал активное участие в фабричной самодеятельности. После окончания театрального училища работал в тверском Театре юного зрителя. После окончания Великой Отечественной войны до 1954 года играл в Смоленском государственном драматическом театре, затем до 1962 года — в Свердловском драматическом театре.
В 1962 году Чередников вернулся в Смоленский государственный драматический театр, где играл до самой смерти. Среди наиболее известных театральных ролей — Кутузов («На старой Смоленской дороге» и «Денис Давыдов»), Прохор («Угрюм-река»), Магара («Виринея»), Судаков («Гнездо глухаря»), Девятов («Мы, нижеподписавшиеся».
В 1973—1983 годах Чередников руководил Смоленским отделением Всероссийского театрального общества, благодаря его усилиям в доме № 4 по улице Конёнкова был открыт Смоленский Дом актёра. В 1982 году сыграл роль в фильме «Полесская хроника».
Умер 18 июня 1984 года, похоронен на Новом кладбище Смоленска.
В память о Чередникове на Доме актёра установлена мемориальная доска.

## Звания
- Заслуженный артист РСФСР (25.08.1967)
- Народный артист РСФСР (07.05.1979)